# Francis Oliva

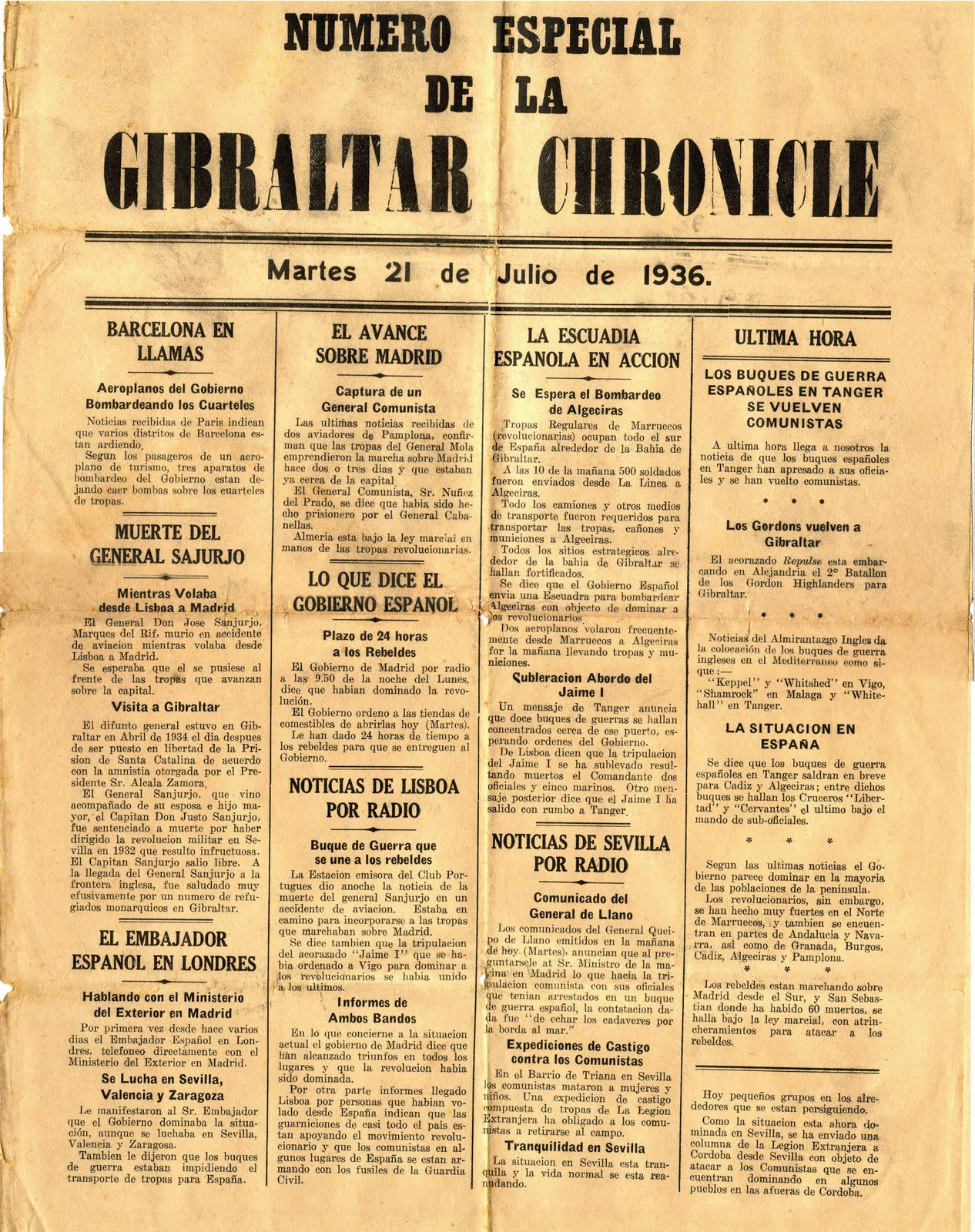
Exemplar del Gibraltar Chronicle del 1936.

Francisco Javier Oliva, conegut com a Francis Oliva i Paco Oliva, és un periodista i escriptor nascut a Gibraltar el 1962. És l'actual editor del Gibraltar Chronicle, des d'on escriu regularment sobre temes d'actualitat en articles d'opinió.

## Obra literària
Francis Oliva ha publicat dos llibres fins ara, el primer, The frontiers of doubt, és una profunda anàlisi crítica pel que fa a la qüestió de Gibraltar i la relació entre aquest enclavament britànic, Espanya i el el Regne Unit des d'una perspectiva no nacionalista. També ha publicat The night Gibraltar disappeared and other stories subtitulada com "A fictional journey through the void", la seva primera incursió dins l'àmbit de la ficció moderna.
El llibre és una col·lecció d'històries curtes, algunes basades en records nostàlgics de la joventut de l'autor, mentre que d'altres exploren els racons foscos de la ment humana, aprofundint a l'univers ombrívol de la introspecció. Apareixen en un primer pla temes com l'aïllament, la por, l'obsessió i la naturalesa destructiva de les relacions humanes.
Totes les històries succeeixen a Gibraltar, als seus carrers, espais d'oci, centres de treball, paisatges urbans i zones obertes. Àdhuc els monòlegs interiors, tal com ho suggereix el títol del llibre, estan íntimament lligats a la imponent i inevitable presència del penyal de Gibraltar.
L'obra ret homenatge al seu admirat director de cinema espanyol Luis Buñuel amb una història titulada "Exterminating Parliament - Homenaje a Luis Buñuel" que combina el frustrat intent de cop d'estat del 23F a Espanya amb la llegendària pel·lícula El ángel exterminador dins l'improbable marc del Parlament de Gibraltar.
Tots dos llibres han estat publicats per l'editorial Acento 2000, de la localitat gaditana de Tarifa.

## Vida personal
És conegut pels àlies de Paco i Francis, i per ser un dels seguidors de l'equip de futbol F.C. Barcelona d'aquesta colònia britànica.